# Discografie van Hospital Records
Dit is de  discografie van Hospital Records en zijn sublabels.

## Hospital Records
| Catalogusnummer | Artiest                                                                        | Nummer                                                                        | Soort                | Jaar |
| --------------- | ------------------------------------------------------------------------------ | ----------------------------------------------------------------------------- | -------------------- | ---- |
| NHS01           | Peter Nice Trio                                                                | Harp Of Gold / Son Of David                                                   | 12”d                 | 1996 |
| NHS02           | Peter Nice Trio                                                                | Flight Of The Vulture / The Last Supper                                       | 12”                  | 1996 |
| NHS03           | London Elektricity                                                             | Sister Stalking / Brother Ignoramus                                           | 12”                  | 1996 |
| NHS04CD         | Various Artists                                                                | Ultrasound                                                                    | CD                   | 1997 |
| NHS05           | London Elektricity & Dwarf Electro                                             | Ultrasound EP                                                                 | 12”                  | 1997 |
| NHS06           | Various Artists                                                                | N.H.S. Funk EP                                                                | 12”                  | 1997 |
| NHS07           | London Elektricity                                                             | Song In The Key Of Knife / Theme From The Land Sanction                       | 12”                  | 1998 |
| NHS08           | London Elektricity                                                             | Pull The Plug / Dirty Dozen                                                   | 12”                  | 1998 |
| NHS11           | London Elektricity                                                             | P.B.E. Remixes                                                                | 12”                  | 1999 |
| NHS12LP         | London Elektricity                                                             | Pull The Plug                                                                 | 4x12"                | 1999 |
| NHS12CD         | London Elektricity                                                             | Pull The Plug                                                                 | CD                   | 1999 |
| NHS13           | London Elektricity                                                             | Song In The Key Of Knife                                                      | 12”                  | 1999 |
| NHS15           | London Elektricity                                                             | Rewind / Rewound                                                              | 12”                  | 1999 |
| NHS16           | Landslide (musician)                                                           | Drum + Bossa / Buddah                                                         | 12”                  | 1999 |
| NHS17           | London Elektricity                                                             | Wishing Well / Elektric D-Funk                                                | 12”                  | 2000 |
| NHS18           | London Elektricity                                                             | Out Patients EP - Volume 1                                                    | 2x12"                | 2000 |
| NHS19LP         | Various Artists                                                                | Out Patients - Volume 1                                                       | 3x12"                | 2000 |
| NHS19CD         | Various Artists                                                                | Out Patients - Volume 1                                                       | 2xCD                 | 2000 |
| NHS20           | Marcus Intalex & ST Files                                                      | Taking Over Me                                                                | 12”                  | 2000 |
| NHS21           | Landslide (musician)                                                           | Down Down / Fortuna                                                           | 12”                  | 2000 |
| NHS22           | Danny Byrd                                                                     | Do It Again                                                                   | 12”                  | 2000 |
| NHS23LP         | Landslide (musician)                                                           | Drum + Bossa                                                                  | 2x12"                | 2000 |
| NHS23CD         | Landslide (musician)                                                           | Drum + Bossa                                                                  | CD                   | 2000 |
| NHS23SP         | Landslide (musician)                                                           | Drum + Bossa                                                                  | 12”                  | 2000 |
| NHS24           | Landslide (musician) & London Elektricity                                      | Incurable Voices / Muted Voices                                               | 10”                  | 2000 |
| NHS25           | London Elektricity                                                             | Round The Corner / Round The Corner (Remix)                                   | 12”                  | 2000 |
| NHS26           | London Elektricity                                                             | Round The Corner (Remix)                                                      | 12”                  | 2000 |
| NHS27           | Danny Byrd                                                                     | Changes                                                                       | 12”                  | 2000 |
| NHS28           | London Elektricity                                                             | My Dreams                                                                     | 12”                  | 2001 |
| NHS29           | Various Artists                                                                | Plastic Surgery - Volume 2 LP Sampler                                         | 12”                  | 2001 |
| NHS30LP         | Various Artists                                                                | Plastic Surgery - Volume 2                                                    | 4x12"                | 2001 |
| NHS30CD         | Various Artists                                                                | Plastic Surgery - Volume 2                                                    | 2xCD                 | 2001 |
| NHS31           | London Elektricity                                                             | Round The Corner (Remix)                                                      | 12”                  | 2001 |
| NHS32           | Various Artists                                                                | Out Patients EP - Volume 2                                                    | 2x12"                | 2001 |
| NHS33LP         | Various Artists                                                                | Out Patients - Volume 2                                                       | 3x12"                | 2001 |
| NHS33CD         | Various Artists                                                                | Out Patients - Volume 2                                                       | 2xCD                 | 2001 |
| NHS34           | High Contrast                                                                  | Passion / Full Intension                                                      | 12”                  | 2001 |
| NHS35           | London Elektricity                                                             | My Dreams (Remix)                                                             | 12”                  | 2001 |
| NHS36           | Landslide (musician)                                                           | Hear My People                                                                | 12”                  | 2001 |
| NHS37           | High Contrast                                                                  | Make It Tonight / Mermaid Scar                                                | 12”                  | 2001 |
| NHS38           | Delta                                                                          | Submerged / Roots                                                             | 12”                  | 2001 |
| NHS39CD         | Various Artists                                                                | Hospital Mix: Drum & Bass Selection - Volume 1                                | CD                   | 2002 |
| NHS40           | High Contrast                                                                  | Return Of Forever / So Confused                                               | 12”                  | 2002 |
| NHS41LP         | High Contrast                                                                  | True Colours                                                                  | 4x12"                | 2002 |
| NHS41CD         | High Contrast                                                                  | True Colours                                                                  | 2xCD                 | 2002 |
| NHS42           | Danny Byrd & Xploding Plastix                                                  | Plastic Surgery - Volume 3 LP Sampler                                         | 12”                  | 2002 |
| NHS43LP         | Various Artists                                                                | Plastic Surgery - Volume 3                                                    | 4x12"                | 2002 |
| NHS43CD         | Various Artists                                                                | Plastic Surgery - Volume 3                                                    | 2xCD                 | 2002 |
| NHS44           | High Contrast                                                                  | Global Love / Return Of Forever (Remix)                                       | 12”                  | 2002 |
| NHS44R          | High Contrast                                                                  | Global Love (Remix) / Return Of Forever (Remix)                               | 12”                  | 2002 |
| NHS44CD         | High Contrast                                                                  | Global Love / Global Love (Remix)                                             | CD                   | 2002 |
| NHS45           | Dagga Laughing                                                                 | Gas / Talk Box                                                                | 12”                  | 2002 |
| NHS46           | London Elektricity                                                             | Cum Dancing / Down Low                                                        | 12”                  | 2002 |
| NHS47           | Klute                                                                          | Part Of Me                                                                    | 12”                  | 2002 |
| NHS48           | Landslide (musician)                                                           | It's Not Over                                                                 | 12”                  | 2002 |
| NHS49           | High Contrast                                                                  | Music Is Everything (Remix)                                                   | 12”                  | 2002 |
| NHS50CD         | Various Artists                                                                | Hospital Mix: Drum & Bass Selection - Volume 2                                | CD                   | 2003 |
| NHS51           | Various Artists                                                                | Plastic Surgery - Volume 4 - Part 1                                           | 2x12"                | 2003 |
| NHS52           | Phuturistix                                                                    | Feel It Out / Feel It Out (Remix)                                             | 12”                  | 2003 |
| NHS53           | Various Artists                                                                | Plastic Surgery - Volume 4 - Part 2                                           | 3x12"                | 2003 |
| NHS54CD         | Various Artists                                                                | Plastic Surgery - Volume 4                                                    | 2xCD                 | 2003 |
| NHS55           | London Elektricity                                                             | Billion Dollar Gravy / Harlesden                                              | 12”                  | 2003 |
| NHS56LP         | London Elektricity                                                             | Billion Dollar Gravy                                                          | 3x12"                | 2003 |
| NHS56CD         | London Elektricity                                                             | Billion Dollar Gravy                                                          | CD                   | 2003 |
| NHS57           | Various Artists                                                                | Out Patients EP - Volume 3                                                    | 12”                  | 2003 |
| NHS58           | Cyantific                                                                      | 90 / All Points West                                                          | 12”                  | 2003 |
| NHS59LP         | Various Artists                                                                | Out Patients - Volume 3                                                       | 2x12"                | 2003 |
| NHS59CD         | Various Artists                                                                | Out Patients - Volume 3                                                       | CD                   | 2003 |
| NHS60           | High Contrast                                                                  | Basement Track                                                                | 12”                  | 2003 |
| NHS61           | Phuturistix                                                                    | Beautiful / Beautiful (Remix)                                                 | 12”                  | 2003 |
| NHS61R          | Phuturistix                                                                    | Beautiful (Remix)                                                             | 12”                  | 2003 |
| NHS62LP         | Phuturistix                                                                    | Feel It Out                                                                   | 2x12"                | 2003 |
| NHS62CD         | Phuturistix                                                                    | Feel It Out                                                                   | CD                   | 2003 |
| NHS63           | London Elektricity                                                             | Different Drum (Remix) / Harlesden (Remix)                                    | 12”                  | 2003 |
| NHS63R          | London Elektricity                                                             | Different Drum (Remix)                                                        | 12”                  | 2003 |
| NHS63Z          | London Elektricity                                                             | Different Drum (Remix)                                                        | 10”                  | 2003 |
| NHS64           | Lenny Fontana                                                                  | Spread Love (Remix)                                                           | 12”                  | 2003 |
| NHS65           | Cyantific                                                                      | Be True / Heart Beating                                                       | 12”                  | 2003 |
| NHS66CD         | Various Artists                                                                | Hospital Mix: Drum & Bass Selection - Volume 3                                | CD                   | 2004 |
| NHS67           | Nu:Tone                                                                        | Breathless / Feel It                                                          | 12”                  | 2004 |
| NHS68           | Various Artists                                                                | Weapons Of Mass Creation - Volume 1 LP Sampler                                | 12”                  | 2004 |
| NHS69LP         | Various Artists                                                                | Weapons Of Mass Creation - Volume 1                                           | 3x12"                | 2004 |
| NHS69CD         | Various Artists                                                                | Weapons Of Mass Creation - Volume 1                                           | 2xCD                 | 2004 |
| NHS70           | London Elektricity                                                             | Live At The Jazz Cafe                                                         | 10”                  | 2004 |
| NHS71           | Cyantific                                                                      | Little Green Men / Quiet Star                                                 | 12”                  | 2004 |
| NHS71G          | Cyantific                                                                      | Little Green Men / Quiet Star                                                 | 12”                  | 2004 |
| NHS72DVD        | London Elektricity                                                             | Live Gravy                                                                    | CD                   | 2004 |
| NHS73           | High Contrast                                                                  | Twilights Last Gleaming / Made It Last Night                                  | 12”                  | 2004 |
| NHS73T          | High Contrast                                                                  | Twilights Last Gleaming / Made It Last Night                                  | 12”                  | 2004 |
| NHS74           | Various Artists                                                                | The Future Sound Of Cambridge EP - Volume 1                                   | 2x12"                | 2004 |
| NHS75           | Q Project                                                                      | Nation 2 Nation / Living With Beaker                                          | 12”                  | 2004 |
| NHS76           | High Contrast                                                                  | High Society LP Sampler                                                       | 12”                  | 2004 |
| NHS77LP         | High Contrast                                                                  | High Society                                                                  | 4x12"                | 2004 |
| NHS77CD         | High Contrast                                                                  | High Society                                                                  | CD                   | 2004 |
| NHS78           | Cyantific                                                                      | Output / Reincarnation Dub                                                    | 12”                  | 2004 |
| NHS79           | Syncopix                                                                       | General Hospital / Happy Happy, Joy Joy                                       | 12”                  | 2004 |
| NHS80           | High Contrast                                                                  | Angels & Fly                                                                  | 12”                  | 2004 |
| NHS81           | Logistics                                                                      | Spacejam EP                                                                   | 2x12"                | 2004 |
| NHS82CD         | Various Artists                                                                | Hospital Mix: Drum & Bass Selection - Volume 4                                | CD                   | 2005 |
| NHS83           | Nu:Tone                                                                        | Brave Nu World LP Sampler                                                     | 12”                  | 2005 |
| NHS84LP         | Nu:Tone                                                                        | Brave Nu World                                                                | 3x12"                | 2005 |
| NHS84CD         | Nu:Tone                                                                        | Brave Nu World                                                                | CD                   | 2005 |
| NHS85           | Seba & Paradox                                                                 | Move On                                                                       | 12”                  | 2005 |
| NHS86           | Various Artists                                                                | Weapons Of Mass Creation - Volume 2 LP Sampler                                | 12”                  | 2005 |
| NHS87           | Nu:Tone                                                                        | Seven Years (Remix) / Stay Strong                                             | 12”                  | 2005 |
| NHS88LP         | Various Artists                                                                | Weapons Of Mass Creation - Volume 2                                           | 3x12"                | 2005 |
| NHS88CDVD       | Various Artists                                                                | Weapons Of Mass Creation - Volume 2                                           | 3xCD                 | 2005 |
| NHS89           | Ill Logic & Raf                                                                | The Price / We Are Now                                                        | 12”                  | 2005 |
| NHS90           | High Contrast                                                                  | When The Lights Go Down / Magic                                               | 12”                  | 2005 |
| NHS90CL         | High Contrast                                                                  | When The Lights Go Down / Only Two Can Play                                   | 12”                  | 2005 |
| NHS91           | Cyantific                                                                      | Don't Follow / Pulse 101                                                      | 12”                  | 2005 |
| NHS92           | London Elektricity                                                             | The Strangest Secret In The World / The Mustard Song                          | 12”                  | 2005 |
| NHS92S          | London Elektricity                                                             | The Strangest Secret In The World / Pussy Galore                              | 7”                   | 2005 |
| NHS93           | Q Project                                                                      | Hello, My Name Is Q Project EP                                                | 12”                  | 2005 |
| NHS94           | London Elektricity                                                             | Power Ballads LP Sampler                                                      | 12”                  | 2005 |
| NHS95LP         | London Elektricity                                                             | Power Ballads                                                                 | 3x12"                | 2005 |
| NHS95CD         | London Elektricity                                                             | Power Ballads                                                                 | CD                   | 2005 |
| NHS96           | Logistics                                                                      | Release The Pressure EP                                                       | 2x12"                | 2005 |
| NHS97           | Danny Byrd                                                                     | Soul Function / Junction 18                                                   | 12”                  | 2005 |
| NHS98           | Various Artists                                                                | The Future Sound Of Budapest EP                                               | 2x12"                | 2005 |
| NHS99           | Syncopix                                                                       | Travellin' Man / 8-Bit Blues                                                  | 12”                  | 2005 |
| NHS100          | Various Artists                                                                | Hospitalised EP                                                               | 2x12"                | 2006 |
| NHS100CD        | Various Artists                                                                | Hospitalised                                                                  | 3xCD                 | 2006 |
| NHS101          | London Elektricity                                                             | Remember The Future / Out Of This World (Remix)                               | 12”                  | 2006 |
| NHS101R         | London Elektricity                                                             | Remember The Future (Remix) / I Don't Understand (Remix)                      | 12”                  | 2006 |
| NHS102          | Cyantific & Logistics                                                          | Flashback / Can't Let Go                                                      | 12”                  | 2006 |
| NHS103          | Cyantific                                                                      | Ghetto Blaster                                                                | 3x12"                | 2006 |
| NHS103CD        | Cyantific                                                                      | Ghetto Blaster                                                                | CD                   | 2006 |
| NHS104          | Logistics                                                                      | Blackout / Bounce                                                             | 12”                  | 2006 |
| NHS104PD        | Logistics                                                                      | Blackout / Krusty Bass Rinser                                                 | 12”                  | 2006 |
| NHS105          | Q Project                                                                      | Computer Love EP                                                              | 2x12"                | 2006 |
| NHS106          | Various Artists                                                                | The Future Sound Of Cambridge EP - Volume 2                                   | 2x12"                | 2006 |
| NHS107DVD       | London Elektricity                                                             | Live At The Scala                                                             | CD                   | 2006 |
| NHS108          | Cyantific                                                                      | Ghetto Blaster (Remix) / Coming Unstuck                                       | 12”                  | 2006 |
| NHS109          | Danny Byrd                                                                     | Dog Hill / Fresh 89                                                           | 12”                  | 2006 |
| NHS110          | Q Project                                                                      | Renaissance Man                                                               | 3x12"                | 2006 |
| NHS110CD        | Q Project                                                                      | Renaissance Man                                                               | CD                   | 2006 |
| NHS111          | Logistics                                                                      | Beatbox Master / Girl From Mars                                               | 12”                  | 2006 |
| NHS111S         | Logistics                                                                      | Beatbox Master/ Machine                                                       | 7”                   | 2006 |
| NHS111P         | Logistics                                                                      | Now More Than Ever LP Sampler - Part 1                                        | 12”                  | 2006 |
| NHS112          | Logistics                                                                      | Now More Than Ever                                                            | 4x12"                | 2006 |
| NHS112CD        | Logistics                                                                      | Now More Than Ever                                                            | 2xCD                 | 2006 |
| NHS112P         | Logistics                                                                      | Now More Than Ever                                                            | 4x12"                | 2006 |
| NHS113          | Nu:Tone                                                                        | The Things That Lovers Do / Missing Link                                      | 12”                  | 2006 |
| NHS114          | Logistics                                                                      | City Life EP                                                                  | 2x12"                | 2006 |
| NHS115CD        | Various Artists                                                                | Hospital Mix Five (Mixed by London Elektricity)                               | CD                   | 2007 |
| NHS116          | High Contrast                                                                  | Everything's Different / Green Screen                                         | 12"                  | 2007 |
| NHS117          | Various Artists                                                                | The Future Sound Of Tokyo EP                                                  | 2x12"                | 2007 |
| NHS120          | Nu:Tone                                                                        | Beliefs / Beatnik (feat Pat Fulgoni)                                          | 12”                  | 2007 |
| NHS120G         | Nu:Tone                                                                        | Beliefs / Missing Link (feat Pat Fulgoni)                                     | 12”                  | 2007 |
| NHS121          | Bungle / Index                                                                 | Weapons Of Mass Creation 3 Sampler 2                                          | 12"/DD               | 2007 |
| NHS122          | Nu:Tone                                                                        | Back of Beyond                                                                | 3x12"/CD/DD          | 2007 |
| NHS123          | High Contrast                                                                  | If We Ever / Pink Flamingos                                                   | 12"/DD               | 2007 |
| NHS124          | Muffler                                                                        | Mermaids / Waves Breaking                                                     | 12"/DD               | 2007 |
| NHS125          | High Contrast                                                                  | In-A-Gadda-Da-Vida                                                            | 12"/DD               | 2007 |
| NHS126          | High Contrast                                                                  | Tough Guys Don't Dance                                                        | 3x12"/CD/DD          | 2007 |
| NHS127          | Nu:Tone                                                                        | System (Matrix & Futurebound Remix) / Second Connection                       | 12"/DD               | 2007 |
| NHS128          | Logistics                                                                      | Wide Lens EP                                                                  | 2x12"/DD             | 2007 |
| NHS129          | Cyantific                                                                      | Disconnected                                                                  | 12"/DD               | 2007 |
| NHS130          | Mistabishi                                                                     | No Matter What / Lowlife's Theme                                              | 12"/DD               | 2007 |
| NHS131          | Various Artists                                                                | Hospital Mix Six (Mixed by Cyantific)                                         | CD                   | 2008 |
| NHS132          | Danny Byrd                                                                     | Shock Out / Labyrinth                                                         | 12"/DD               | 2008 |
| NHS133          | Various Artists                                                                | The Friendly Fire EP                                                          | 2x12"/DD             | 2008 |
| NHS134          | Logistics                                                                      | Reality Checkpoint                                                            | CD                   | 2008 |
| NHS135          | Logistics                                                                      | Reality Checkpoint (Part 1)                                                   | 2x12"                | 2008 |
| NHS136          | Logistics                                                                      | Reality Checkpoint (Part 2)                                                   | 2x12                 | 2008 |
| NHS137          | Mistabishi                                                                     | Falling in Love/She Lied                                                      | 12"                  | 2008 |
| NHS138          | High Contrast                                                                  | Kiss Kiss Bang Bang (Jonny L Remix) / Nobody Gets Out Alive                   | 12"                  | 2008 |
| NHS139          | Danny Byrd                                                                     | Supersized                                                                    | 2x12"                | 2008 |
| NHS140          | London Elektricity                                                             | Attack Ships On Fire / Southeastern Dream                                     | 12"/DD               | 2008 |
| NHS142          | London Elektricity                                                             | Syncopated City                                                               | 4x12"/CD/DD          | 2008 |
| NHS143          | Mistabishi                                                                     | Greed / Lean                                                                  | 12"                  | 2008 |
| NHS144          | Various Artists                                                                | Future Sound Of Cambridge 3                                                   | CD, 3x12"            | 2008 |
| NHS145          | Q Project                                                                      | Credit Crunch / Just Three Things                                             | 12"                  | 2008 |
| NHS146          | London Elektricity                                                             | All Hell Is Breaking Loose / This Dark Matter (Remix)                         | MP3                  | 2008 |
| NHS147          | Various Artists                                                                | Hospital Mix Seven (Mixed By Danny Byrd)                                      | CD                   | 2009 |
| NHS148          | Mistabishi                                                                     | Drop                                                                          | 2x12"/CD             | 2009 |
| NHS149          | Logistics                                                                      | Jungle Music / Toy Town                                                       | 12"                  | 2009 |
| NHS150          | High Contrast                                                                  | Basement Track (Remix) / Seven Notes In Black                                 | 12"                  | 2009 |
| NHS151CD        | High Contrast                                                                  | Confidential                                                                  | CD                   | 2009 |
| NHS 152         | Mistabishi                                                                     | Printer Jam (Barbarix Remix) / White Collar Grime                             | 12"                  | 2009 |
| NHS153          | Sigma / Danny Breaks                                                           | Sick Music Sampler 1 - Paint it Black/Volume 1 (Logistics Remix)              | 12"                  | 2009 |
| NHS154          | Various Artists                                                                | Sick Music                                                                    | 4x12"/CD/DD          | 2009 |
| NHS155          | Friction & KTee / Danny Bryd                                                   | Sick Music Sampler 2 - Fired Up/Red Mist VIP                                  | 12"                  | 2009 |
| NHS156          | Logistics                                                                      | Crash Bang Wallop                                                             | 4x12"/CD             | 2009 |
| NHS157          | Mistabishi                                                                     | From Memory (Matrix Remix)/I Feel LOL                                         | 12"                  | 2009 |
| NHS158          | Various Artists                                                                | Future Sound of Russia                                                        | 2x12"/CD             | 2009 |
| NHS159          | Various Artists                                                                | Hospital Mix 8 Mixed by Logistics                                             | CD                   | 2010 |
| NHS160          | Danny Byrd                                                                     | Sweet Harmony ft. Liquid / Sweet Harmony ft. Liquid [Jungle Mix]              | 12"                  | 2010 |
| NHS161          | Sonic                                                                          | Piano Anthem / In The Vortex                                                  | 12"                  | 2010 |
| NHS162          | Bloche4d                                                                       | Full Circle / Skyline                                                         | 12"                  | 2010 |
| NHS163          | Netsky / Camo & Krooked                                                        | Sick Music 2 Sampler - Turn Up The Music / Memory Lane                        | 12"                  | 2010 |
| NHS164          | Various Artists                                                                | Sick Music 2                                                                  | 4x12"/2xCD           | 2010 |
| NHS165          | Nu:Tone                                                                        | Hyper Hyper/ Set me Free                                                      | 12"                  | 2010 |
| NHS166          | Logistics / Jonny L                                                            | Sick Music 2 Sampler 2 - Warehouse (Illskills Remix) / 1n2                    | 12"                  | 2010 |
| NHS167          | Netsky                                                                         | Netsky                                                                        | 4x12"/CD             | 2010 |
| NHS168          | Camo & Krooked                                                                 | Climax / Reincarnation                                                        | 12"                  | 2010 |
| NHS169          | Various Artists                                                                | Hospitality Drum and Bass 2010                                                | Digital Download     | 2010 |
| NHS170          | B-complex                                                                      | Beautiful Lies VIP / Little Oranges                                           | 12"                  | 2010 |
| NHS171          | Various Artists                                                                | Hospital Acappellas                                                           | CD                   | 2010 |
| NHS172          | Netsky                                                                         | Moving With You ft. Jenna G / Pirate Bay                                      | 12"                  | 2010 |
| NHS173          | New Zealand Shapeshifter                                                       | The System is a Remix                                                         | Digital Download     | 2010 |
| NHS174          | New Zealand Shapeshifter                                                       | The System is a Remix                                                         | 2x12"                | 2010 |
| NHS175          | Danny Byrd                                                                     | Ill Behaviour (feat I-Kay) / Moonwalker                                       | 12"                  | 2010 |
| NHS176          | Danny Byrd                                                                     | Rave Digger                                                                   | CD/2x12"             | 2010 |
| NHS177          | Danny Byrd                                                                     | We Can Have It All (Sigma Remix) / Planet Earth                               | 12"                  | 2010 |
| NHS178          | Logistics                                                                      | Spacejams                                                                     | CD                   | 2010 |
| NHS179          | Nu:Logic                                                                       | New Technique                                                                 | 2x12"                | 2010 |
| NHS180          | Danny Byrd                                                                     | Tonight (feat Netsky) / Judgement Day VIP (feat Cyantific and I.Kay)          | 12"                  | 2011 |
| NHS181          | Various Artists                                                                | Hospitality Drum & Bass 2011 Sampler                                          | 2x12"                | 2011 |
| NHS182          | Various Artists                                                                | Hospitality Drum & Bass 2011                                                  | CD                   | 2011 |
| NHS183          | Nu:Tone                                                                        | Shine In (feat Natalie Williams) / Bleeper (feat Logistics)                   | 12"                  | 2011 |
| NHS184          | Nu:Tone                                                                        | Words and Pictures                                                            | 2x12"/CD             | 2011 |
| NHS185          | London Elektricity                                                             | Elektricity Will Keep Me Warm / The Plan That Can Not Fail                    | 12"                  | 2011 |
| NHS186          | London Elektricity                                                             | Yikes!                                                                        | 2x12"/CD             | 2011 |
| NHS187          | Camo & Krooked                                                                 | All Fall Down / Breezeblocks                                                  | 12"                  | 2011 |
| NHS188          | London Elektricity                                                             | Meteorites                                                                    | 12"                  | 2011 |
| NHS189          | London Elektricity                                                             | Meteorites                                                                    | 12"                  | 2011 |
| NHS190          | Various Artists                                                                | Hospitality Fetival Drum & Bass                                               | 2x12"/CD             | 2011 |
| NHS191/NHS192   | London Elektricity                                                             | Yikes! Remixes                                                                | 2x12"/CD             | 2011 |
| NHS193          | Camo & Krooked                                                                 | Make The Call / In The Future                                                 | 12"                  | 2011 |
| NHS194/NHS196   | Camo & Krooked                                                                 | Cross The Line                                                                | CD                   | 2011 |
| NHS195          | High Contrast                                                                  | The First Note Is Silent                                                      | 12"                  | 2011 |
| NHS197/NHS198   | Various Artists                                                                | Fifteen Years Of Hospital Records Samplers                                    | 12"                  | 2011 |
| NHS199          | Various Artists                                                                | Fifteen Years Of Hospital Records Samplers                                    | CD/DD                | 2011 |
| NHS200          | Various Artists                                                                | A Visual Compendium - Collectors Edition Book                                 | Booklet              | 2011 |
| NHS201          | Netsky                                                                         | Give & Take                                                                   | 12"                  | 2012 |
| NHS202          | Various Artists                                                                | Hospitality Drum & Bass 2012                                                  | 12"/CD               | 2012 |
| NHS203          | High Contrast                                                                  | The Agony & The Ecstacy / Fathe, Can't You See Im Burning?                    | 12"                  | 2012 |
| NHS204          | High Contrast                                                                  | The Agony & The Ecstacy                                                       | CD                   | 2012 |
| NHS205          | Logistics                                                                      | We Are One                                                                    | 12"                  | 2012 |
| NHS206          | Camo & Krooked                                                                 | Between The Lines                                                             | CD                   | 2012 |
| NHS207          | Camo & Krooked                                                                 | Between The Lines                                                             | 12"                  | 2012 |
| NHS208          | Various Artists                                                                | Sub 150: Dubstep, Drumstep & The Bass Between                                 | 12"                  | 2012 |
| NHS209          | Logistics                                                                      | Fear Not                                                                      | 4x12"/CD             | 2012 |
| NHS210          | S.P.Y.                                                                         | Love & Hate EP                                                                | 2x12"                | 2012 |
| NHS211          | Netsky                                                                         | Come Alive                                                                    | 12"                  | 2012 |
| NHS212          | Various Artists                                                                | Hospitality Summer Drum & Bass 2012                                           | CD/DD                | 2012 |
| NHS213          | Netsky                                                                         | 2                                                                             | 4x12/CD              | 2012 |
| NHS214          | Netsky                                                                         | Love Has Gone                                                                 | 12"                  | 2012 |
| NHS215          | S.P.Y.                                                                         | Future Tense / Roll The Dice                                                  | 12"                  | 2012 |
| NHS216          | Various Artists                                                                | Hospital Loundcore Classics                                                   | 12"                  | 2012 |
| NHS217          | High Contrast                                                                  | The Road Goes On Forever EP                                                   | 12"                  | 2012 |
| NHS218          | Danny Byrd                                                                     | Blaze The Fire (Rah!)                                                         | 12"                  | 2012 |
| NHS219          | S.P.Y.                                                                         | What The Future Holds                                                         | 4x12"/CD             | 2012 |
| NHS220          | Danny Byrd / Raiden                                                            | Sick Music 3 Sampler 7" Blaze The Fire (Rah!) (Stray Remix) / Dove From Above | 7"                   | 2012 |
| NHS221          | Fred V & Grafix / Lung                                                         | Sick Music 3 Sampler 12" Major Happy / Rollerball                             | 12"                  | 2012 |
| NHS222          | Various Artists                                                                | Sick Music 3                                                                  | 4x12"/2xCD/DD        | 2012 |
| NHS223          | Netsky                                                                         | We Can Only Live Today (Puppy)                                                | 12"                  | 2012 |
| NHS224          | Netsky                                                                         | 2 Deluxe                                                                      | CD                   | 2012 |
| NHS225          | Other Echoes                                                                   | Other Echoes                                                                  | 12"                  | 2012 |
| NHS226          | Danny Byrd                                                                     | Grit (feat. Roni Size) / Love You Like This                                   | 12"                  | 2013 |
| NHS227          | Various Artists                                                                | Hospitality Drum & Bass 2013                                                  | CD                   | 2013 |
| NHS228          | High Contrast                                                                  | Spectrum Analyser                                                             | 12"                  | 2013 |
| NHS229          | Nu:Logic                                                                       | Morning Light                                                                 | 12"                  | 2013 |
| NHS230          | Fred V & Grafix                                                                | Goggles                                                                       | 12"                  | 2013 |
| NHS231          | Nu:Logic                                                                       | What I've Always Waited For                                                   | 4x12"/CD             | 2013 |
| NHS232          | Metrik                                                                         | Metrik EP                                                                     | 12"                  | 2013 |
| NHS233          | Danny Byrd                                                                     | 4th Dimension/Bad Boy (Back Again)                                            | 12"                  | 2013 |
| NHS234          | Danny Byrd                                                                     | Golden Ticket                                                                 | 12"/CD               | 2013 |
| NHS235          | Various Artists                                                                | Hospitality Summer Drum & Bass 2013                                           | CD                   | 2013 |
| NHS236          | Nu:Logic                                                                       | Everlasting Days/We Live There                                                | 12"                  | 2013 |
| NHS237          | Camo & Krooked                                                                 | All Night                                                                     | DD                   | 2013 |
| NHS238          | Other Echoes                                                                   | Run and Hide                                                                  | DD                   | 2013 |
| NHS239          | Fred V & Grafix                                                                | Here With You                                                                 | DD                   | 2013 |
| NHS240          | Camo & Krooked                                                                 | Move Around (feat. Ian Shaw)                                                  | DD                   | 2013 |
| NHS241          | Camo & Krooked                                                                 | Zeitgeist                                                                     | 2x12"/CD             | 2013 |
| NHS242          | Camo & Krooked                                                                 | Loving You Is Easy                                                            | DD                   | 2013 |
| NHS243          | Various Artists                                                                | Hospital: We are 18                                                           | 3xCD/DD              | 2014 |
| NHS244          | Danny Byrd                                                                     | Golden Ticket - Garage Remixes                                                | DD                   | 2013 |
| NHS245T         | Various                                                                        | Hospital: We Are 18                                                           | (12", Pic, Ltd, 18t) | 2014 |
| NHS246DD        | Street Child World Cup Featuring London Elektricity, S.P.Y., Diane Charlemagne | I Am Somebody                                                                 | (6xFile, MP3, 320)   | 2014 |
| NHS247T         | Fred V & Grafix                                                                | Recognise                                                                     | (12")                | 2014 |
| NHS248EP        | Reso                                                                           | Pulse Code E.P.                                                               | (2x10")              | 2014 |
| NHS249LP        | Fred V & Grafix                                                                | Recognise                                                                     | (2xLP)               | 2014 |
| NHS250          | Logistics / High Contrast                                                      | Together / Music Is Everything (Influx UK Remix)                              | (12", Ltd, Pur)      | 2014 |
| NHS251          | S.P.Y.                                                                         | Back To Basics Sampler E.P.                                                   | (2x12", TP)          | 2014 |
| NHS252          | S.P.Y.                                                                         | Back To Basics Chapter One                                                    | (CD, 4x12", Album)   | 2014 |
| NHS7002         | Skitz & Aquasky                                                                | Be... / Another Day                                                           | 7”                   | 2000 |
| NHS7003         | London Elektricity & Phuturistix                                               | Out Patients - Volume 3 LP Sampler                                            | 7”                   | 2003 |
| NHS7004         | Nu:Logic & JFB                                                                 | Weapons Of Mass Creation - Volume 1 LP Sampler                                | 7”                   | 2004 |
| NHS7005         | Logistics & Tomahawk                                                           | Weapons Of Mass Creation - Volume 2 LP Sampler                                | 7”                   | 2005 |
| NHS7100         | Peter Nice Trio                                                                | Harp Of Gold / Flight Of The Vulture                                          | 7”                   | 2006 |

## Classic Symptoms
| Catalogusnummer | Artiest            | Nummers                                                                 | Soort | Jaar |
| --------------- | ------------------ | ----------------------------------------------------------------------- | ----- | ---- |
| NHSCS1          | Various Artists    | Taking Over Me / Your Love                                              | 12"   | 2008 |
| NHSCS2          | Total Science      | Let it Go / Flip Flop                                                   | 12"   | 2008 |
| NHSCS3          | London Elektricity | Song In The Key Of Knife / Pull The Plug                                | 12"   | 2008 |
| NHSCS4          | High Contrast      | Suddenly / What's The Story                                             | 12"   | 2008 |
| NHSCS5          | London Elektricity | My Dreams / My Dreams (Total Science Remix)                             | 12"   | 2008 |
| NHSCS6          | Various Artists    | Laughing Gas / It's Not Over (Influx UK Remix)                          | 12"   | 2008 |
| NHSCS7          | London Elektricity | Round the Corner (Origin Unknown Remix) / Wishing Well (Danny Byrd Rmx) | 12"   | 2009 |
| NHSCS8          | Danny Byrd         | Changes / Do it Again                                                   | 12"   | 2009 |

## Hospital Digital Bundles
| Catalogusnummer | Artiest         | Nummers                              | Soort          | Jaar |
| --------------- | --------------- | ------------------------------------ | -------------- | ---- |
| nhsbundle1      | Various Artists | Hospital Mix Anthology               | muziekdownload | 2009 |
| nhsbundle2      | Various Artists | Way Out Patients                     | muziekdownload | 2010 |
| nhsbundle3      | Various Artists | Plastic Surgery Final Reconstruction | muziekdownload | 2010 |
| nhsbundle4      | Various Artists | Weapons Cluster Bundle               | muziekdownload | 2010 |

## M*A*S*H
| Catalogusnummer | Artiest         | Nummers                          | Soort | Jaar |
| --------------- | --------------- | -------------------------------- | ----- | ---- |
| MASH01          | Child Support   | Twin Peaks / Stop, Look & Listen | 12"   | 2003 |
| MASH02          | Syncopix        | Soul Secure / Paris              | 12"   | 2003 |
| MASH03          | Konsta          | Flirt / What I Need              | 12"   | 2003 |
| MASH04          | Crisis Loan     | Ice Scream / Rumplestiltskin     | 12"   | 2003 |
| MASH05          | Child Support   | London Zoo / Strawberry Jam      | 12"   | 2004 |
| MASH06          | Crisis Loan     | Caped Crusader / Karachi Kops    | 12"   | 2004 |
| MASH07          | Radar           | Fiece Funk / King Tut            | 12"   | 2005 |
| MASH08          | Various Artists | M*A*S*H Compilation              | cd    | 2005 |
| MASH09          | Logistics       | Uprock / Static                  | 12"   | 2005 |

## Med School
| Catalogusnummer | Artiest             | Nummers                                                                            | Soort       | Jaar |
| --------------- | ------------------- | ---------------------------------------------------------------------------------- | ----------- | ---- |
| MEDIC1          | S.P.Y.              | Black Flag / Double Dragon                                                         | 12"         | 2006 |
| MEDIC2          | CLS                 | Black & White / Tell Me What You Want                                              | 12"         | 2006 |
| MEDIC3          | Fracture & Neptune  | Ventura / Sagrada Familia                                                          | 12"         | 2006 |
| MEDIC4          | Icicle              | So Close / Numbers                                                                 | 12"         | 2007 |
| MEDIC5          | S.P.Y.              | Ghost Ship / Silent Sleeper                                                        | 12"         | 2007 |
| MEDIC6          | Craggz              | My Detroit / Flick The Switch                                                      | 12"         | 2007 |
| MEDIC7          | Various Artists     | New Blood EP                                                                       | 2x12"       | 2008 |
| MEDIC8          | Martsman            | 8-Bit Bouncer / Halow                                                              | 12"         | 2008 |
| MEDIC9          | Fracture & Neptune  | Time Will Tell / Sky Song                                                          | 12"         | 2008 |
| MEDIC10         | Minotour            | Don't Worry / Torn Between                                                         | 12"         | 2008 |
| MEDIC11         | Randomer            | Blind / Jobless                                                                    | 12"         | 2008 |
| MEDIC12         | Martsman            | Trueschool Drumkit Wonder EP                                                       | 12"         | 2008 |
| MEDIC13         | Trisector           | Morning Rain / Structured Light                                                    | 12"         | 2009 |
| MEDIC14         | Bop                 | Song About My Dog                                                                  | 12"         | 2009 |
| MEDIC15         | Bop                 | Clear Your Mind                                                                    | 2x12" cd    | 2009 |
| MEDIC16         | Randomer            | Scapegoat / Appetite                                                               | 12"         | 2009 |
| MEDIC17         | Trisector           | Lifeforms/Trace Of A Smile ft.Inztance                                             | 12"         | 2009 |
| MEDIC18         | Various Artists     | New Blood 010                                                                      | cd/2x12"    | 2010 |
| MEDIC19         | Bop                 | Remix Your Mind EP                                                                 | 2x12"       | 2010 |
| MEDIC20         | Various Artists     | More Blood                                                                         | 2x12"       | 2010 |
| MEDIC21         | Unquote             | Hide Your Tears Because We Are In Heaven / Lubov Moya ( feat Molecular Structures) | 12"         | 2010 |
| MEDIC22         | Various Artists     | New Blood 011                                                                      | 12"/cd      | 2013 |
| MEDIC23         | Bop                 | The Amazing Adventures Of One Curious Pixel                                        | 12"/cd      | 2013 |
| MEDIC24         | Joe Syntax          | Signal Drop / Sightlines                                                           | 12"         | 2013 |
| MEDIC25         | Unquote             | Reverberation Box                                                                  | 12"/cd      | 2013 |
| MEDIC26         | Royalston           | Cerulean Blue                                                                      | 12"         | 2013 |
| MEDIC27         | Various Artists     | Blood Pressure                                                                     | 12"/cd      | 2013 |
| MEDIC28         | Lung                | Why Does Anyone Ever Do Anything?                                                  | 12"         | 2013 |
| MEDIC29         | Joe Syntax          | Modus Bass Fun                                                                     | 12"         | 2013 |
| MEDIC30         | Villem              | Shimmer                                                                            | 12"         | 2013 |
| MEDIC31         | Mixed by Joe Syntax | Medical Mix                                                                        | cd          | 2013 |
| MEDIC32EP       | Various Artists     | Medical EP                                                                         | 2x12"       | 2013 |
| MEDIC33         | Various Artists     | New Blood 013                                                                      | 12"/cd      | 2013 |
| MEDIC34         | Rawtekk             | Sprouted And Formed                                                                | 12"/cd      | 2013 |
| MEDIC35         | Lung                | Wait Less Suspense                                                                 | 12"/cd      | 2013 |
| MEDIC36         | Etherwood           | Etherwood                                                                          | 2x12"/cd/dd | 2013 |
| MEDIC37         | Keeno               | Nocturne                                                                           | dd          | 2013 |
| MEDIC38         | Rawtekk             | Sprouted And Reformed                                                              | 12"/dd      | 2014 |
| MEDIC39         | Royalston           | OCD                                                                                | 2x12"/cd/dd | 2014 |
| MEDIC40         | Keeno               | Life Cycle                                                                         | 2x12"/cd/dd | 2014 |

## Panda
| Catalogusnummer | Artiest  | Nummers                  | Soort    | Jaar |
| --------------- | -------- | ------------------------ | -------- | ---- |
| PANDA001        | L.A.O.S. | Panda Style / Pandapella | 7" (wit) | 2007 |